# Andorrská hokejová reprezentace
Andorrská hokejová reprezentace je národní hokejové mužstvo Andorry. Andorrská federace ledních sportů sdružuje 73 registrovaných hráčů (z toho 32 seniorů), majících k dispozici 1 halu s umělou ledovou plochou. Andorra je členem Mezinárodní federace ledního hokeje od 4. května 1995. Ačkoli se lední hokej hraje v Andoře od roku 1987, teprve v roce 2017 byl poprvé sestaven andorrský národní hokejový tým. Debutoval na Development Cupu založeném na návrh Andorrské federace ledových sportů, které se hrálo v Andoře. První mezistátní zápasy odehrála reprezentace 29. září - 1. října roku 2017, kdy uspořádala ve městě Canillo turnaj Development Cup 2017. Skončila v něm na posledním místě, když prohrála všechny čtyři zápasy: dvakrát (ve skupině a zápase o 3. místo) s Portugalskem, Irskem a Marokem. 2. Ročník Development Cupu 2018 byl uspořádán 19. - 21. listopadu 2018 v Německém Füssenu. Andorra prohrála ve skupině s Portugalskem, Makedonií i Irskem, a poté v semifinále s Makedonií a zápase o bronz s Irskem. Andorra tedy uhrála ve svém prvním mezinárodním zápase s Portugalskem bod za prohru 2:3 po prodloužení, ale ostatních 8 zápasu prohrála.